# Азизбеков, Шамиль Абдулрагим оглы
Шамиль Абдулрагим оглы Азизбеков (Шамиль Абдул Рагим оглы Азизбеков; азерб. Şamil Əbdülrəhim oğlu Əzizbəyov; 16 (29) февраля 1906, Асхабад — 14 мая 1976, Баку) — азербайджанский советский геолог, академик и вице-президент Академии наук Азербайджанской ССР, доктор геолого-минералогических наук, Заслуженный деятель науки Азербайджанской ССР.

## Биография
Шамиль Абдулрагим оглы Азизбеков родился 16 (29) февраля 1906 года в Асхабаде. Отец погиб на турецком фронте в 1917 году.
В 1920—1921 годах работал журналистом Облпродкома, а в 1923—1924 годах — службы пути Среднеазиатской железной дороги. В 1921—1923 годах был делопроизводителем народного суда 3 участка Ашхабадского района.
В августе 1924 года семья переехала в Баку. В 1925 году окончил среднюю школу. В 1924—1929 годах работал в отделе просвещения Каспара по нефтефлоту.
В 1925—1930 годах учился в Баку на горном факультете Азербайджанского политехнического института (ныне — Азербайджанский государственный университет нефти и промышленности).
В 1930—1936 годах работал в ЗакГорноХимТресте (Кутаиси), ЗакГеолТресте ЗакРедМетРазведке.
До 1937 работал в различных геологических партиях. Работать Азизбеков начал рядовым геологом и вскоре был назначен начальником геологопоисковых и разведочных партий треста Закредметразведка.
С 1932 года вёл преподавательскую работу в Азербайджанском индустриальном институте. В этом же году Азизбеков поступил в аспирантуру Азербайджанского индустриального института, а в 1934 году защитил кандидатскую диссертацию. В 1936 году Азизбеков начал работать в Азербайджанском филиале АН СССР старшим научным сотрудником, был учёным секретарём сектора геологии, руководителем отдела петрографии, а также был заместителем директора Института геологии имени академика И. М. Губкина. В 1938 году получил учёное звание доцента. С 1932 по 1959 год Азизбеков работал в Азербайджанском индустриальном институте ассистентом, доцентом и заведующим кафедрой петрографии.

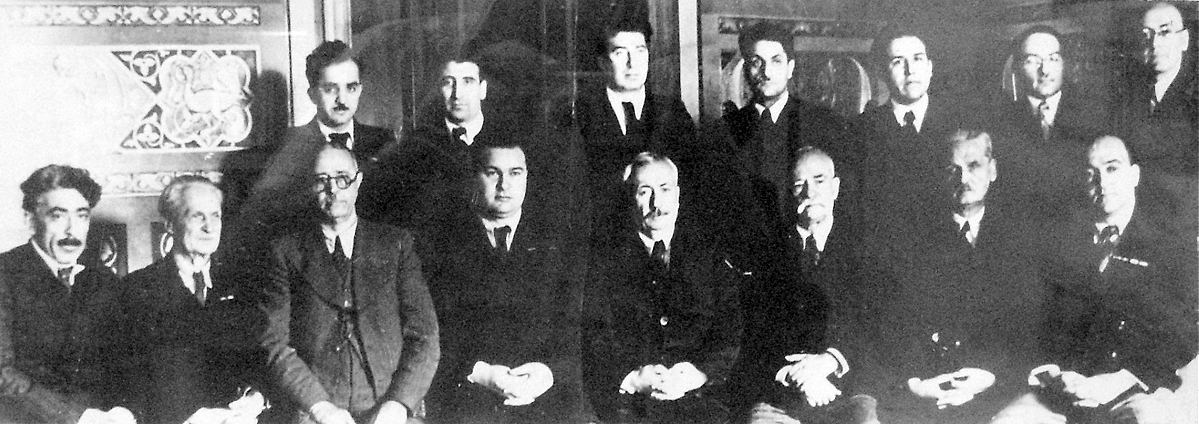
Первые члены Президиума АН АзССР, 1945 г.
Нижний ряд (слева направо, сидят): поэт С. Вургун, учёный-гидравлик И. Г. Есьман, У. Гаджибеков, А. А. Ализаде, президент Академии М. Миркасимов, И. И. Широкогоров, А. А. Гроссгейм, М. А. Топчибашев (учёный, хирург). Стоят: Ю. Мамедалиев, М. А. Ибрагимов, Ш. А. Азизбеков, Г. Н. Гусейнов, Мир-Али Кашкай, С. А. Дадашев, М. А. Усейнов

С 1941 по 1944 год работал заместителем председателя Азербайджанского филиала Академии наук СССР. С 1942 года — член КПСС. В 1943 году успешно защитил докторскую диссертацию. В 1944 году получил учёное звание профессора.
Указом Президиума Верховного Совета СССР № 220/443 от 31 марта 1945 года за успешное выполнение задания Государственного комитета обороны по сбору, переработке и обеспечению металлургических заводов металлическим ломом заместитель секретаря ЦК КП(б) Азербайджана Шамиль Абдурагимович Азизбеков был награждён орденом Красной Звезды.
С 1945 года Азизбеков являлся академиком организованной в этом же году Академии наук Азербайджанской ССР и её вице-президентом. В этом же году Азизбеков стал председателем Отделения геолого-химических наук и нефти.
Скончался 14 мая 1976 года. Похоронен на Аллее почётного захоронения в Баку.

## Память
- Имя Шамиля Азизбекова носит одна из улиц города Баку (бывшая Кецховели)
- На стене дома по улице Узеира Гаджибекова 38, в котором проживал Азизбеков, установлена мемориальная доска.

Могила Азизбекова на Аллее почётного захоронения в Баку
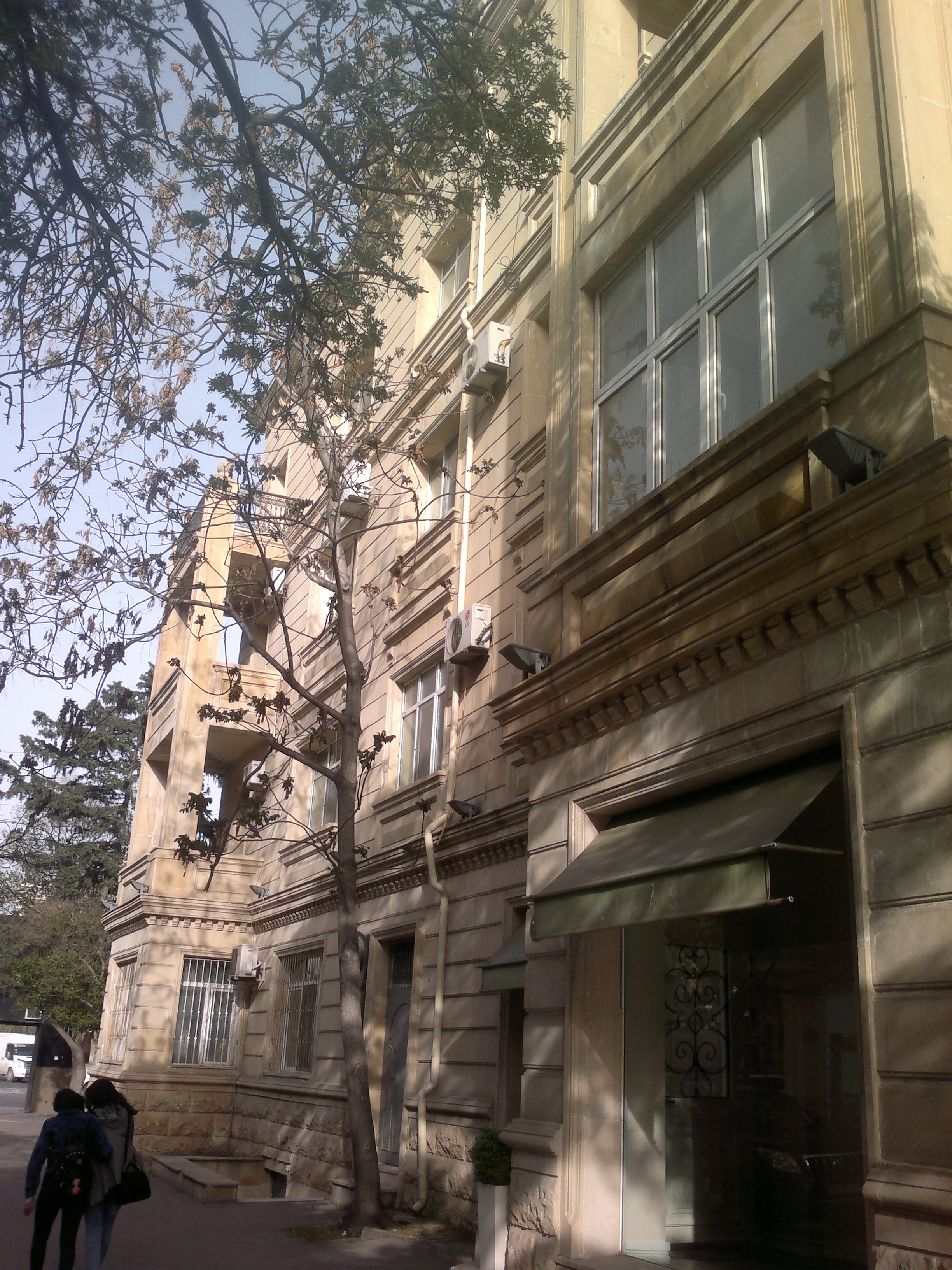
Дом в Баку, в котором проживал Азизбеков
Мемориальная доска
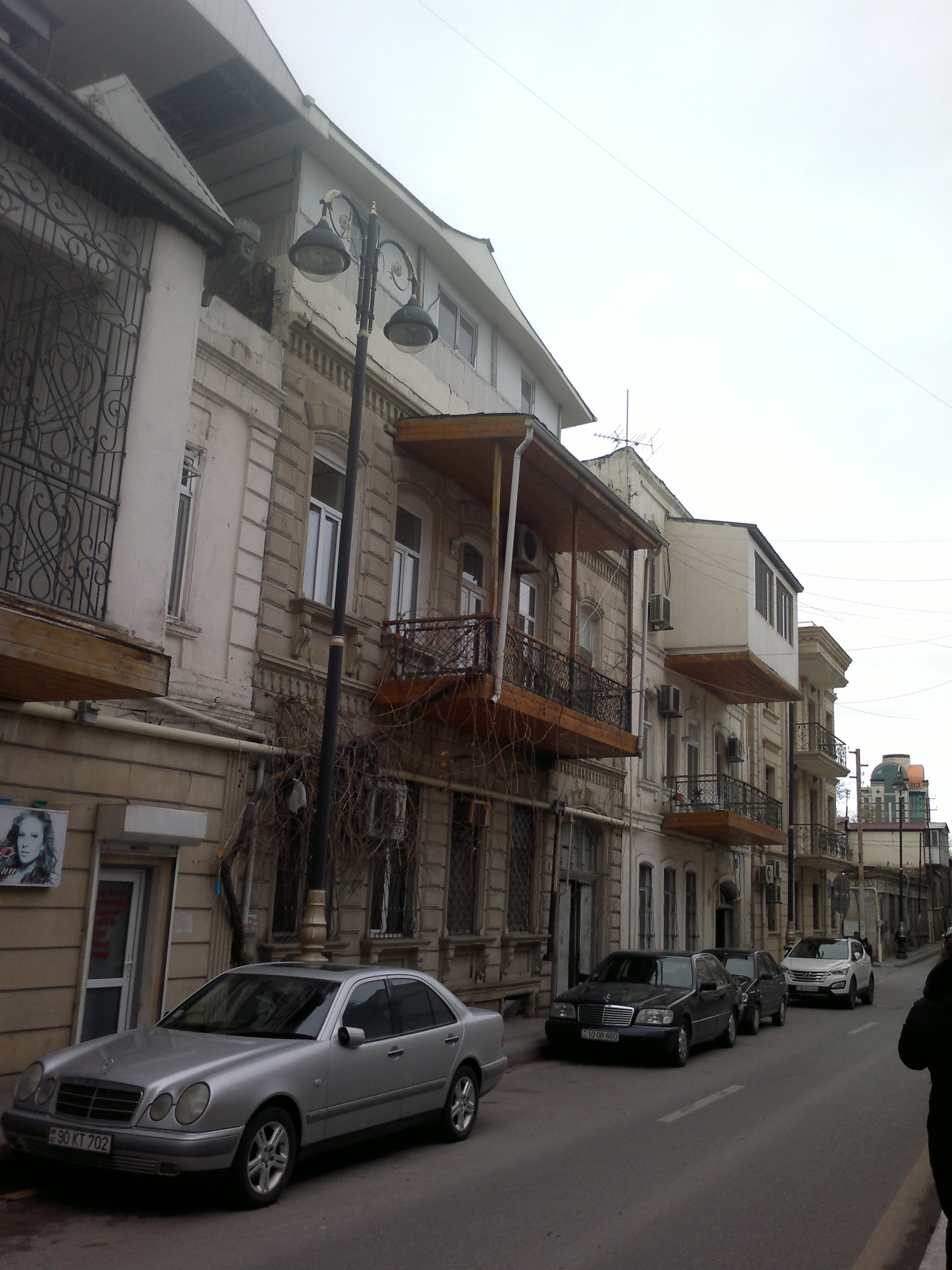
Улица Шамиля Азизбекова в Баку